# SFX Entertainment
Pour les articles homonymes, voir SFX.
Ne doit pas être confondu avec STX Entertainment.
SFX Entertainment, renommée LiveStyle, Inc au début de 2017, est une entreprise américaine regroupant de nombreuses entités. SFX se concentre principalement sur des évènements en direct, des concerts et festivals ainsi que d'autres activités relatives à l'EDM et la techno. Celle-ci est créée en juin 2012 par l'homme d'affaires Robert F. X. Sillerman comme une nouvelle incarnation de l'ancienne société du même nom, devenue depuis Live Nation Entertainment.
Ce holding est composé de divers grands promoteurs de la musique électronique ou de marques du festival, comme entre autres, Disco Donnie Presents, Creamfields Australia, Flavorus, Monumental Productions, Voodoo Experience, B2S ou l'Allemand i-Motion. Mais également Tomorrowland hors Belgique, Thunderdome, Trance Energy, Q-dance et Sensation de l'entreprise ID&T, ainsi que des participations dans Rock in Rio ou Alda Events. SFX détient également le magasin de musique en ligne Beatport, et plusieurs entreprises de développement web ou marketing axées sur la musique. La société se trouve en faillite début 2016. L'action est retirée de cotation du NASDAQ ou elle avait le code SFXE depuis 2013.

## Histoire

### Préambule
SFX Entertainment est fondée par Robert F. X. Sillerman (en) dans les années 1990. Il commence à acheter des radios en 1978 et fait fortune dans ce domaine. Son modèle économique pour SFX se base sur l'acquisition et la consolidation des promoteurs de concerts régionaux dans une unique entité, créant ainsi des synergies. Dans les années qui suivent sa création, SFX achète une douzaine d'entreprises. En parallèle il crée SFX Broadcasting et fait l'acquisition de plus d'une centaine de radios, puis revend cette branche à Capstar Broadcasting. En quelques années, SFX représente plus d'un tiers du marché des concerts aux États-Unis. En 2000, Robert Sillerman vend SFX Entertainement à Clear Channel Communications pour 4,4 milliards de dollars, ; Clear Channel Communications se divise ensuite en trois entités durant l'année 2005. Cette scission donne naissance à Live Nation. Après la fusion de cette dernière avec Ticketmaster, la nouvelle structure se nomme Live Nation Entertainment. Celle-ci est le plus grand organisateur de concerts dans le monde.

### Renaissance
Robert Francis Xavier Sillerman fonde une nouvelle entreprise en 2012, SFX Entertainment, du même nom que sa précédente. Le modèle économique reste lui aussi identique. Pourtant, si certains DJ ou quelques festivals rapportent beaucoup d'argent, le potentiel économique du marché mondial de l'EDM reste flou, sans certitude de rendement financier ; Sillerman annonce « vouloir régner en maitre sur le secteur de la Dance Music », par ailleurs domaine dont il dit lui-même ne rien connaitre, en regroupant de multiples petites entreprises. Il ne rentre pas directement en concurrence avec le leader Clear Channel qui gère une multitude d'évènements majeurs sans être centré exclusivement sur l'EDM.
Il achète l'entreprise américaine organisatrice de rave, Disco Productions puis l'organisateur de concerts colorés Life in Color (en),. SFX prend début 2013 les trois quarts du néerlandais ID&T, alors organisateur ou coorganisateur de Q-dance, Mystery Land, Sensation, Tomorrowland sur le continent américain et l'édition 2015 du festival new-yorkais multi-récompensé Electric Zoo appartenant à Made Event, autre filiale de SFX. La totalité d'ID&T est acquise quelque temps après. La coentreprise ainsi créée engendre ID&T North America, qui devient une filiale et développe ainsi TomorrowWorld,, et Tomorrowland au Brésil.
Alors que le géant de la publicité WPP investi plusieurs millions de dollars dans SFX, celle-ci fait l'acquisition partielle de Beatport en 2013. Dans la même période, c'est une partie de l'entreprise néerlandaise b2s ainsi que l'agence marketing Fame House (en), la plateforme digitale Tunezy et le développeur d'applications Arc90 qui passent sous le giron de SFX. L'entreprise devient majoritaire dans Beatport l'année suivante et achète le réseau social Listn,.
Dans la même période, SFX prend des droits dans plusieurs boîtes de nuit situées dans la région de Miami appartenant à Opium Group et Miami Marketing Group, ainsi que dans MMG Nightlife issu de la même ville de la côte Est, puis les entreprises de La Nouvelle-Orléans Voodoo Experience (en) et Huka Entertainment (en) ainsi que React Presents qui organise entre autres le festival Spring Awakening (en). De l'autre côté du globe, SFX fait l'acquisition de l'australien Totem OneLove Group,, mettant ainsi la main sur les festivals Creamfields Australia (en) ou Stereosonic (en). SFX achète également l’organisateur allemand du festival Nature One, i-Motion puis, un an plus tard, prend la moitié du néerlandais Alda Events, tourneur de Armin van Buuren ou Hardwell, coorganisateur de l'Amsterdam Music Festival ; SFX se renforce ainsi en Europe,. En septembre 2014, c'est le brésilien Plus Talent qui est acquis, cette nouvelle filiale prenant en charge les futures éditions de Tomorrowland dans son pays,.
Environ les trois quarts des revenus de SFX proviennent alors des festivals et tournées d'artistes avec la branche SFX Global Touring, le reste étant le téléchargement légal, des activités marketing ou la vente de billets. La prise de participation majoritaire de l'entreprise néerlandaise Paylogic fin 2013 (revendue plus tard) permet de renforcer cette dernière activité déjà réalisée par Eventbrite et d'utiliser son savoir-faire, en matière de commercialisation de tickets, aux États-Unis, principalement pour les marques d'ID&T s'exportant de l'autre côté de l'Atlantique. Dans le même domaine d'activité, SFX établit en 2014 un accord commercial pour cinq ans avec l'entreprise de revente de billets Viagogo. Mais deux ans plus tard rien ne va plus entre les deux entreprises : Viagogo attaque SFX devant les tribunaux américains, cette dernière n'ayant jamais réussi à s'entendre avec le revendeur, elle lui doit 1,6 million de dollars,,. SFX perd de l'argent depuis le début ; juste avant l'entrée en bourse, toutes ses acquisitions laissent toujours dubitatifs les analystes sur la rentabilité du modèle économique.

### Difficultés financières
Fin 2013 SFX est cotée en bourse à treize dollars l'action. La valeur de celle-ci chute à neuf dollars en quelques jours, puis descend à moins d'un dollar fin 2015,. Car entre-temps, le fonds d'investissement Maglan Capital cède la participation qu'il détient dans SFX, ainsi que le fond Virtual Point Holdings, ce dernier n'ayant conservé les actions que six semaines. Robert Sillerman s'est engagé en juin, lors de la cession des titres aux fonds d'investissement, à racheter ces actions à un peu plus de cinq dollars. Sillerman possède déjà 40 % de son entreprise et souhaite posséder l'ensemble. Après une proposition vers trois dollars l'action, il fait finalement marche arrière et retire son offre. Malgré sa fortune personnelle, les marchés doutent de sa capacité à financer cette acquisition et le titre plonge plus encore, ; la valeur de l’entreprise est divisée par douze et de sérieuses rumeurs de vente des entreprises détenues apparaissent,.
Les déboires s'accumulent tout au long de cette année, entre Beatport qui annonce ne pas verser de royalties aux labels,, l'édition catastrophique de TomorrowWorld en septembre,, les poursuites juridiques envers SFX, ou plusieurs affaires en cours qui terminent par un échec. Dette importante, peu de liquidités, mauvaises affaires font que début 2016, SFX, pourtant qualifié de « mastodonte de la nouvelle industrie EDM » se place sous la protection du Chapitre 11 de la loi sur les faillites des États-Unis, et entame une période de redressement en bloquant sa dette. Robert Sillerman perd sa place de CEO et l'entreprise quitte le Nasdaq. Trop d'acquisitions, payées trop chères, relate Billboard.
Durant le premier semestre 2016, SFX essaye de vendre Beatport alors en déficit, ainsi que l'entreprise de marketing numérique Fame House (en) acquise trois ans plus tôt et maintenant très intégrée à SFX. Fame House est finalement cédé, avec ses dettes, à Universal Music puis le vendeur de billets Flavorus, peu après, à Vivendi. À la fin de l'année, SFX change de nom pour LiveStyle INC. et déménage à Los Angeles. Randy Phillips, venant de chez AEG Live prend la tête de l'entreprise et réoriente celle-ci, passant de l'EDM à un panel plus large de musiques électroniques. Ce dernier possède une solide expérience dans l'organisation d'événements. LiveStyle est encore propriétaire de Beatport et de marques fortes telles Paylogic, Life in Color ou Electric Zoo Festival. En parallèle, plusieurs entreprises, achetées précédemment, continuent leurs activités en autonomie de la maison mère ; celles-ci sont destinées à être mieux intégrées afin de réduire les coûts et aucune ne doit être cédée d'après Randy Phillips. Pourtant, LiveStyle revend Paylogic à une filiale d'Universal Music Group, ainsi que la part qu'il possède dans Rock in Rio à Live Nation,.